# Síndrome de dispersão de sementes
As síndromes de dispersão de sementes são características morfológicas das sementes correlacionadas a agentes dispersores de sementes específicos. Dispersão é o evento pelo qual os indivíduos se deslocam do local de origem dos seus pais para se estabelecerem numa nova área. Um dispersor de sementes é o vetor pelo qual uma semente se move de sua planta-mãe para o local de repouso onde o indivíduo irá se estabelecer, por exemplo, um animal. Semelhante ao termo síndrome, um diásporo é uma unidade funcional morfológica de uma semente para fins de dispersão.
As características das síndromes de dispersão de sementes são geralmente a cor, a massa e a persistência dos frutos. Essas características da síndrome são frequentemente associadas à fruta que carrega as sementes. Frutas são embalagens para sementes, compostas de tecidos nutritivos para alimentar animais. Entretanto, a polpa de fruta não é comumente usada como uma síndrome de dispersão de sementes porque o valor nutricional da polpa não aumenta o sucesso da dispersão de sementes. Os animais interagem com essas frutas porque elas são uma fonte comum de alimento para eles. Embora nem todas as síndromes de dispersão de sementes tenham frutos, porque nem todas as sementes são dispersas por animais. Condições biológicas e ambientais adequadas para síndromes de dispersão são necessárias para a dispersão de sementes e o sucesso da invasão como temperatura e umidade.
As síndromes de dispersão de sementes são paralelas às síndromes de polinização, que são definidas como características florais que atraem organismos como polinizadores. Eles são considerados paralelos porque ambos são interações planta-animal, o que aumenta o sucesso reprodutivo de uma planta. Entretanto, as síndromes de dispersão de sementes são mais comuns em gimnospermas, enquanto as síndromes de polinização são encontradas em angiospermas. As sementes se dispersam para aumentar o sucesso reprodutivo da planta. Quanto mais distante uma semente estiver de uma planta-mãe, maiores serão suas chances de sobrevivência e germinação. Portanto, uma planta deve selecionar certas características para aumentar a dispersão por um vetor (por exemplo, pássaros) para aumentar o sucesso reprodutivo da planta.

## Evolução
As sementes desenvolveram características para recompensar os animais e aumentar suas habilidades de dispersão. Diferentes comportamentos de forrageamento dos animais podem levar à seleção de características de dispersão e variação espacial como o aumento do tamanho das sementes para dispersão de mamíferos, o que pode limitar a produção de sementes. A produção de sementes é limitada por algumas síndromes de sementes devido ao seu custo para a planta. Portanto, as síndromes de dispersão de sementes irão evoluir numa planta quando o benefício da característica superar o custo. Os próprios dispersores de sementes desempenham um papel essencial na evolução da síndrome. Por exemplo, os pássaros exercem forte pressão seletiva sobre as sementes em função da cor das frutas devido à sua visão aprimorada. As ilustrações dessa evolução da cor incluem a cor verde produzida porque suas habilidades de fotossíntese são menos custosas enquanto a cor vermelha surge como um subproduto para proteção contra artrópodes.
Para que diferenças características visíveis entre dispersores e não dispersores se desenvolvam, algumas condições devem ser atendidas: a especialização tende a melhorar o sucesso da dispersão, seja ela de natureza morfológica, fisiológica ou comportamental; O investimento energético destinado à dispersão será subtraído do investimento energético de outras características; Os dispersores se beneficiarão das características de dispersão em comparação com os não dispersores. As variações fenotípicas (características visíveis) entre não dispersores e dispersores podem ser atribuídas a fatores externos, competição entre parentesco, competição intraespecífica e qualidade do habitat.

## História
Em 1930, Ridley escreveu um livro importante chamado "The Dispersal Of Plants Throughout The World", que detalha cada forma de dispersão: dispersão pelo vento, água, animais, pássaros, répteis e peixes, adesão e pessoas. Ele detalha a morfologia e as características de cada método de dispersão, que mais tarde são descritas como síndromes de dispersão de sementes. Isso deu início à ideia de que a seleção de características de sementes está associada a uma forma de dispersão de sementes.
Então, em 1969, van der Pijl identificou síndromes de dispersão de sementes com base em cada mecanismo de dispersão de sementes em seu livro "Principles of Dispersal in Higher Plants". Ele é o ápice das síndromes de dispersão de sementes e é citado por muitos cientistas que estudam síndromes de dispersão de sementes. Ele descreve a morfologia das interações entre frutos e flores e classifica a dispersão em invertebrados, peixes, répteis, aves, mamíferos, formigas, vento, água e a própria planta.
Em 1983, Janson continuou o estudo sobre síndromes de dispersão de sementes e classificou síndromes de dispersão de sementes de frutas por tamanho, cor e casca ou ausência de casca em espécies da floresta tropical peruana. Ele se aprofundou na interação entre plantas que se adaptaram à dispersão de sementes por pássaros e mamíferos. Willson, Irvine e Walsh em 1989 adicionaram mais fatores ao estudo das síndromes de dispersão de sementes e analisaram diferentes frutos carnosos e sua correlação com a umidade e diferentes fatores ecológicos. Eles observaram a dispersão por pássaros e por mamíferos e como os frutos diferiam em síndromes de dispersão, como cor e tamanho. Esses cientistas iniciaram a teoria e as ideias por trás das síndromes de dispersão de sementes, que são cruciais para a evolução da reprodução nas plantas.

## Tipos e funções
As síndromes de dispersão foram previamente classificadas por: tamanho, cor, peso, proteção, tipo de polpa, número de sementes, peso e tempo de início de maturação. As síndromes são frequentemente associadas ao tipo de dispersão e morfologia. A composição química também pode influenciar a escolha da fruta pelo dispersor.

### Anemocoria

Exemplo de uma síndrome de anemocoria

Anemocoria é definida como dispersão de sementes pelo vento. As síndromes comuns de dispersão da anemocoria são estruturas de asas e sementes de cor marrom ou opaca sem outras recompensas. Van der Pijl deu às sementes o nome de insetos voadores, rolos ou lançadores anemocóricos para representar as síndromes de dispersão de sementes e seu comportamento. Os voadores são normalmente categorizados como diásporos de poeira, balões, emplumados ou alados. Os diásporos de poeira são pequenas estruturas planas nas sementes que parecem ser a transição para diásporos de asa, os balões são características infladas das sementes e as plumas são pelos ou alongamentos característicos das sementes. As asas evoluíram para aumentar a distância de dispersão para promover o fluxo gênico. A anemocoria é comumente encontrada em habitats abertos, árvores de copa e florestas decíduas de estação seca. Os dispersores de vento amadurecem na estação seca para dispersão ideal em longas distâncias para aumentar o sucesso da germinação.

### Barocoria
Barocoria é a dispersão de sementes apenas pela gravidade, na qual as sementes de uma planta caem abaixo da planta-mãe. Essas sementes geralmente apresentam síndromes de dispersão intensa.

### Hidrocoria
Hidrocoria é a dispersão de sementes pela água. As sementes podem se dispersar pela chuva ou gelo ou ficar submersas em água. As sementes dispersas pela água precisam ter a capacidade de flutuar e resistir aos danos causados pela água. Eles geralmente têm pelos para ajudar no crescimento e na flutuação. Outras características que causam flutuação são o espaço aéreo, tecidos leves e tecidos cortiça. As síndromes de hidrocoria são mais comuns em plantas aquáticas.

### Zoocoria
Zoocoria é a dispersão de sementes por animais, e pode ser dividida em três classes:
1. Endozoocoria é a dispersão de sementes pela ingestão e defecação de sementes por animais. Em um comportamento mutualístico, o animal é recompensado com frutas nutritivas enquanto dispersa as sementes inofensivamente, aumentando assim sua aptidão e chances de sobrevivência.[19]
2. Sinzoocoria é a dispersão de diásporos pelas partes bucais dos animais.[20]
3. Epizoocoria é a dispersão acidental por animais.[13] Diferenciando das síndromes de zoocoria inclui frutas coloridas, frutas perfumadas e texturas diferentes para animais diferentes.[21]

As características da síndrome de endozoocoria se desenvolverão com base na palatabilidade da fruta por um organismo. Por exemplo, os mamíferos são atraídos pelo cheiro de uma semente e os pássaros são atraídos pela cor. As síndromes de endozoocoria evoluíram para serem ingeridas por animais e posteriormente contornadas em um novo ambiente para que a semente possa germinar. A sinzoocoria deve possuir cascas duras para proteger as sementes de danos nas peças bucais; por exemplo, bicos afiados em animais como pássaros ou tartarugas. A epizoocoria geralmente possui rebarbas ou espinhos para transportar sementes para fora dos animais. Essas síndromes estão altamente associadas a animais que possuem pelos, enquanto rebarbas estariam ausentes em sementes dispersas por répteis devido à sua pele lisa. Acredita-se que nem todos os animais que interagem com os frutos das plantas são dispersores, porque alguns animais não aumentam a dispersão bem-sucedida das sementes, mas as consomem e destroem. Portanto, alguns animais são dispersores e outros são consumidores.

### Mamíferocoria
Mamíferocoria é especificamente a dispersão de sementes por mamíferos. As síndromes de dispersão para a mamíferocoria incluem frutos grandes e carnudos, frutos verdes ou de cor opaca e descascados ou não. As sementes tendem a ter mais proteção para evitar destruição mecânica. Os mamíferos dependem mais do olfato do que da visão para procurar alimento, o que faz com que as sementes que eles dispersam sejam mais perfumadas em comparação com as sementes dispersas por pássaros. As sementes dispersas por animais amadurecem na estação chuvosa, quando a atividade de forrageamento é alta, resultando em diásporos carnudos. Os mamíferos consomem frutos inteiros ou em pedaços menores, o que explica as síndromes de sementes maiores. As síndromes de mamíferocoria podem aumentar o sucesso reprodutivo da planta em comparação às síndromes de dispersão de sementes de uma planta associadas à barocoria, por exemplo. Um exemplo de síndromes de dispersão de sementes associadas a mamíferos que aumentam o sucesso reprodutivo seriam os roedores consumidores de sementes que aumentam a germinação por meio do enterramento das sementes.

### Ornitocoria
Ornitocoria é a dispersão de sementes por pássaros. As características comuns da síndrome incluem pequenos frutos carnudos com cores brilhantes e sem casca. A ornitocoria é comum em zonas temperadas e ilhas oceânicas devido à ausência de mamíferos nativos. As aves têm uma visão de cores aguçada e engolem sementes e frutos inteiros, o que explica as características pequenas e coloridas das síndromes de dispersão. As aves têm um olfato fraco, portanto as síndromes de ornitocoria se especializariam mais na cor do que no cheiro, em comparação com a mamíferocoria. A ornitocoria pode aumentar o sucesso reprodutivo de uma planta porque o trato digestivo de uma ave aumenta a germinação da semente depois de ter sido contornada e dispersa pela ave.

### Mirmecocoria
Mirmecocoria é a dispersão de sementes por formigas. A mirmecocoria é considerada uma relação mutualística entre formiga e planta. Os traços comuns da síndrome da mirmecocoria são elaiossomos, que geralmente são duros e difíceis de danificar. Os elaiossomos são estruturas que atraem formigas por serem ricos em lipídios, fornecendo nutrientes importantes para a formiga. Sem formigas, a dispersão de sementes torna-se barocórica e o sucesso da dispersão diminui.

## Problemas
Alguns cientistas são céticos quanto à existência real de síndromes de dispersão de sementes, porque suas síndromes paralelas, de polinização, são frequentemente contestadas na literatura científica. As síndromes de dispersão de sementes não parecem causar muita controvérsia entre os cientistas. Não está claro se isso se deve à falta de pesquisa ou interesse nas síndromes de dispersão de sementes, ou se os cientistas concordam com a ideia das síndromes de dispersão de sementes. Também pode ser que as síndromes de dispersão de sementes sejam mais difíceis de testar porque, uma vez dispersas, as sementes são difíceis de coletar e estudar. Jordano (1995) afirma que a evolução das características dos frutos para o sucesso da dispersão de sementes depende apenas do diâmetro. Esta é a perspectiva de um cientista, mas não parece ser um consenso entre os cientistas. Cor e olfato são outras síndromes comuns de dispersão de sementes testadas e discutidas na literatura científica, com resultados ambíguos. Uma possível razão é que a variação adaptativa nas cores dos frutos pode ser dependente da escala, ocorrendo apenas em escalas taxonómicas amplas e não em conjuntos de espécies de frutos dispersas por pássaros ou por mamíferos. Uma limitação das síndromes de dispersão de sementes mencionadas são as definições limitadas de características da síndrome, como odor ou textura.
As diferenças nas síndromes de dispersão de sementes parecem ser fracas, mas existem. É necessário considerar a possibilidade de que essas síndromes tenham evoluído não para beneficiar a dispersão de sementes, mas sim para combater outras pressões seletivas. Por exemplo, síndromes podem ter se desenvolvido para combater predação ou riscos ambientais. A predação pode produzir uma síndrome metabólica secundária. Os metabólitos secundários são compostos que não são usados para a função primária de uma planta e são normalmente usados como mecanismos de defesa.

## Mais pesquisas
As síndromes de dispersão de sementes não foram estudadas em toda a extensão para todos os métodos de dispersão de sementes. Portanto, mais pesquisas devem ser conduzidas para preencher as lacunas de conhecimento sobre síndromes de dispersão. A seguir estão listadas áreas problemáticas ou direções em que a pesquisa pode continuar no estudo das síndromes de dispersão de sementes. Há uma falta de compreensão da morfologia em correlação com as características comportamentais dos dispersores. Pesquisas nessa área ajudariam a entender por que determinados dispersores são selecionados pelas plantas para aumentar o sucesso reprodutivo. Além disso, compreender as estratégias de movimento dos fatores que afetam a partida para o assentamento é importante para determinar se as síndromes de dispersão de sementes são afetadas apenas pela seleção de plantas para um dispersor. Existem poucos estudos sobre a dispersão dependente do fenótipo e como ela afeta as estruturas espaciais das populações. A distância de dispersão não é pesquisada com detalhes suficientes para ser correlacionada a uma síndrome de dispersão de sementes. Mais estudos experimentais de campo sobre interações planta-animal em relação à dispersão de sementes precisam ser conduzidos para uma compreensão completa das síndromes de dispersão de sementes. Há conhecimento limitado sobre a presença de elaisomos e o comportamento das formigas que afetam a dispersão de sementes, e como as interações formiga-planta evoluíram sob várias características das plantas. Entender essas interações ajudaria a esclarecer se a mirmecocoria realmente desenvolveu síndromes de dispersão de sementes. Processos micro e macroevolutivos são necessários para determinar os efeitos da dispersão biológica de sementes. Não pode haver inferências sobre síndromes de dispersão de sementes sem filogenias robustas e estudos evolutivos. Existe também uma lacuna na compreensão das consequências genéticas da zoocoria.